# Forum Génération Égalité
Le Forum Génération Égalité (abrégé en FGE ; nommé en anglais « Generation Equality Forum ») est un événement destiné à promouvoir l'égalité entre les humains quels que soient leur sexe ou genre. Il a été initialement prévu pour l'année 2020 et afin de marquer l'anniversaire des 25 ans de la Déclaration de Beijing lors de la Quatrième conférence mondiale sur les femmes (1995), cependant, l'impact de la pandémie de Covid-19 dans le monde a fait qu'il a été reporté en 2021, avec deux grands moments : 29 au 31 mars à Mexico (Mexique) et du 30 juin au 2 juillet à Paris (France). Il réunit aussi bien les gouvernements et pouvoirs publics que les acteurs de la société civile, les médias, le secteur privé… et il doit aboutir à un nouveau programme et des engagements concrets en vue de faire progresser l'égalité femmes-hommes dans le monde, avec un objectif pour 2030. Ce Forum est organisé en particulier par la branche ONU Femmes de l'Organisation des Nations unies (ONU), ainsi que par des partenaires issus de la société civile ; il est coprésidé en 2021 par le Mexique et la France.
Il est accompagné d'une campagne nommée « Génération Égalité : pour les droits des femmes et un futur égalitaire ».

## Principe et objectifs
Le Forum Génération Égalité est un événement organisé par l'Organisation des Nations unies (ONU) dans le but de promouvoir et faire avancer l'égalité femmes-hommes dans le monde,,,,. La société civile et notamment les jeunes ont également été sollicités pour différentes activités en lien avec ce Forum, dont une « vision pour 2026 » et un « parcours féministe », selon le ministère de l'Europe et des Affaires étrangères français.
Le Forum a parmi ses objectifs le fait d'obtenir des avancées concrètes dans les six domaines que la branche ONU Femmes de l'ONU et la société civile ont définis : « violence basée sur le genre ; justice et les droits économiques ; droit à disposer de son corps, droits et santé sexuels et reproductifs ; action des femmes en faveur de la justice climatique ; technologies et innovation ; mouvements et leadership féministes ». Le nouveau « Mécanisme pour les femmes, la paix et la sécurité et l'action humanitaire » viendra en complément des éléments introduits par ailleurs. Des engagements devraient aussi être pris dans le soutien aux militantes pour l'égalité des genres qui sont pour certaines soumises à de fortes répressions. L'année 2030 forme une date buttoir pour avoir atteint l'égalité femmes-hommes dans le monde.

## Historique

### Un Forum prévu en 2020 pour les 25 ans de laDéclaration de Beijing
2020 était l'année des 25 ans de la Déclaration et du programme d'actions de Beijing issus de la Quatrième conférence mondiale sur les femmes qu'avait organisée l'ONU en 1995 à Pékin, en Chine,. Les Déclaration et programme d'actions de Beijing forment, selon le ministère de l'Europe et des Affaires étrangères français, « le cadre le plus complet pour parvenir à l’autonomisation des femmes et à l’égalité entre les femmes et les hommes ». Afin d'en fêter l'anniversaire au bout d'un quart de siècle et d'en faire un bilan — tout en notant que certains objectifs de 1995 n'ont pas été atteints —, a été prévu le Forum Génération Égalité.
Le 1er juillet 2020, ONU Femmes a révélé les « champions des coalitions d'action » liés à cet événement ; parmi ceux-ci, en plus de membres de la société civile d'échelon international et de fondations philanthropiques, la France, l'Argentine, le Burkina-Faso et le Danemark travailleront sur le domaine de « Autonomie corporelle et les droits en matière de santé reproductive et sexuelles ».
Du fait de la pandémie de Covid-19 dans le monde et de son impact, le Forum a été reporté en 2021,. Les conséquences de la pandémie sur la condition des femmes dans le monde sont également prises en compte.
En 2021, la secrétaire générale du Forum, Delphine O, précise à propos de l'égalité femmes-hommes : « on a vu monter le conservatisme sur ce sujet, le seul sur lequel il y a plus de blocages aujourd'hui qu'il y a vingt-cinq ans ».

### Le Forum en 2021
En 2021, le Forum Génération Égalité se déroule en deux fois : une première partie comportant l'ouverture du Forum a lieu à Mexico entre le 29 et le 31 mars, puis une seconde partie a lieu à Paris du 30 juin au 2 juillet,,,,,,,,.

#### Trois jours à Mexico
Les trois jours qui se sont déroulés à Mexico ont été l'occasion de marquer le Forum par des célébrations, puis des moments d'échanges et la présentation de l'esquisse d'un « plan d’accélération mondial pour l'égalité entre les femmes et les hommes ». Au cours de ces trois jours, environ 13 000 personnes se sont réunies dans la capitale du Mexique, dont presque la moitié étaient âgées de moins de 35 ans. L'impact de la pandémie de Covid-19 sur les inégalités entre femmes et hommes a été l'un des sujets pris en compte au cours du Forum.
Quelques jours avant le déroulement du Forum à Mexico, Victoria Esperanza Salazar Arriaza, une femme réfugiée d'origine salvadorienne, est morte à Tulum d'avoir eu la colonne vertébrale cassée alors qu'elle était maintenue au sol par un policier qui s'était placé sur son dos : ceci a eu un retentissement international et mis dans l'embarras le gouvernement mexicain qui préparait le Forum. Le contexte était celui de reproches et de manifestations, dont certaines violentes, envers l'inaction au Mexique contre les violences de genre et des centaines de femmes avaient manifesté près du Palais national mexicain. Le président mexicain, Andrés Manuel López Obrador, est revenu sur les mauvais traitements et le décès de Victoria Esperanza Salazar Arriaz lors de son discours d'ouverture du Forum.

#### Trois jours à Paris
Selon le ministère de l'Europe et des Affaires étrangères français, il est prévu que des « coalitions d'action multi-acteurs » — comprenant gouvernements, société civile et secteur privé — soient mises en place lors de cette seconde partie du Forum en vue de favoriser la mise en place et l'atteinte de résultats dans les cinq ans suivant le Forum.

## Organisation
Le Forum Génération Égalité est organisé par l'Organisation des Nations unies (ONU) ainsi que des organisations membres de la société civile. En 2021, il est coprésidé par le Mexique et la France,, qui l'accueillent tous deux,,.
Lors du Forum Génération Égalité, sont rassemblés des chefs d’État et de gouvernement, différentes organisations internationales, des membres de la société civile et aussi des membres du secteur privé. La présence des membres est physique (sur place) ou à distance par le biais des outils numériques,, notamment du fait du contexte de la pandémie de Covid-19.
Le forum est organisé selon une structure spécifique, avec un « groupe central » qui a plusieurs représentants d'entités qui co-président en son sein : ONU Femmes (une branche de l'ONU), des représentants du Mexique et de la France, et deux ou quatre représentants de la société civile pour l'ensemble des pays,. Un « groupe consultatif de la société civile » (CSAG) vient en appui de ce premier groupe. Pour l'organisation du Forum en lui-même, c'est un comité de pilotage multi-acteurs qui s'en charge. Enfin, un « groupe travail jeunesse » qui rassemble plusieurs « jeunes leaders » de diverses origines dans le monde veille à la présence et la représentation de la jeunesse lors du Forum et au cours des prises de décision.
Début 2021, lors des trois jours organisés au Mexique, plus de 250 personnes provenant de 85 pays du monde sont intervenues au sein du Forum.
En France, Delphine O, ambassadrice et secrétaire générale du Forum Génération Égalité, veille sur l'organisation de celui-ci,,, ; celle-ci avait été nommée secrétaire générale de la conférence mondiale de l'ONU sur les femmes dès juin 2019. Elle souligne notamment, pour appuyer le propos du Forum, que « les sociétés plus égalitaires réussissent mieux que les autres ».
Les États ayant voulu participer au Forum ont dû s'engager sur un aspect de la réduction des inégalités femmes-hommes dans leur pays, soit avec une promesse de financement, soit avec une action politique ou législative réelle ; les États qui n'ont pas souhaité s'engager ne sont pas censés participer au Forum, mais des représentants de la société civile de certains de ces pays seront présents,.

## Campagne de sensibilisation
La préparation du Forum s'est accompagnée d'une campagne de sensibilisation nommée « Génération Égalité : pour les droits des femmes et un futur égalitaire ».

## Personnalités invitées
En ce qui concerne la partie parisienne de ce forum, le magazine d'information français Marianne indiquait en mai 2021 que la France prévoyait la présence d'environ 50 personnalités, dont des invitées engagées dans des luttes en faveur des droits des femmes, avec Kamala Harris, vice-présidente des États-Unis — en vidéo — ; Nadia Murad, prix Nobel de la paix ; Denis Mukwege, prix Nobel de la paix ; Hillary Clinton, femme politique américaine qui était Première dame des États-Unis et avait prononcé un discours marquant lors de la conférence de Pékin, ; Melinda Gates, philanthrope ; et potentiellement Beyoncé, chanteuse et actrice américaine.

## Bilan des actions menées entre 1995 et 2021
Le bilan des actions menées à la suite de la Déclaration et du programme d'actions de Beijing issus de la Quatrième conférence mondiale sur les femmes qu'avait organisée l'ONU en 1995 comporte des points d'avancées et des points faibles. Ainsi, l'organisation Human Rights Watch (HRW), qui défend les droits de l'homme, indique en 2021 que « le bilan comporte des succès encourageants, tels que des changements significatifs survenus à travers le monde en matière d’accès à l’éducation, à la santé, à l’emploi et aux libertés individuelles pour les femmes et les filles ». De plus, poursuit l'organisation : il y a eu « une reconnaissance accrue des droits des personnes lesbiennes, gays, bisexuelles et transgenres (LGBT) ». En ce qui concerne les protections juridiques, elles ont évolué dans de nombreux pays du monde : un exemple en est que 155 pays ont promulgué des lois contre les violences conjugales. Toutefois, Human Rights Watch note une trop grande lenteur des avancées et le fait que « les gouvernements ont souvent failli à leur responsabilité de consacrer des ressources adéquates et de donner la priorité à la cause de l’égalité entre les sexes ». Durant cette période, il y a aussi eu des attaques contre les droits des femmes et des reculs, et « les acquis qu'on croyait assurés et consolidés ont été remis en cause », comme le constate en juin 2021 Cécile Ondoa Abeng, conseillère Amériques et prospectives internationales dans le cabinet du président de la République française.

## Prévisions ultérieures
Le Forum Génération Égalité est censé se clôturer avec des engagements pris. De plus, la secrétaire générale du Forum, Delphine O, indique quelques jours avant l'ouverture de la partie du Forum qui a lieu en France qu'elle espère un renouvellement du forum cinq ans plus tard.